# 顶头天主教堂
顶头天主教堂又称“多明我堂”，是一座天主教教堂，位于中国福建省宁德市福安市下白石镇顶头村。
该堂创建于清末光绪十三年(1887年)。最初为木结构建筑。民国20年（1931年）毁于台风，次年（1932年）重建时，采用砖木混凝土结构，西式风格，方型钟楼高24米，为福安境内规模最大的天主教堂，以及福建规模最大的天主教堂之一。1966年文化大革命中，该堂尖顶及十字架被毁。教堂及神父楼大体保存下来。1991年7月，公布为福安市文物保护单位。